# 希爾本 (紐約州)
希爾本（英語：Hillburn）是位於美國紐約州羅克蘭縣的村。

## 人口
根據2020年美國人口普查的數據，希爾本的面積為5.83平方千米，當中陸地面積為5.78平方千米，而水域面積為0.05平方千米。當地共有人口930人，而人口密度為每平方千米160人。